# Ганс Йон
Ганс Йон (нім. Hans John; 31 березня 1903, Франкфурт-на-Одері — ?) — німецький офіцер, капітан-цур-зее крігсмаріне та бундесмаріне. Кавалер Німецького хреста в золоті.

## Кар'єра
- 31 березня 1924 — поступив на службу в рейхсмаріне.
- Осінь 1925 — вахтовий офіцер 1-ї напівфлотилії мінних тральщиків.
- Осінь 1929 — інструктор морської школи Фрідріхорта.
- Осінь 1931 — вахтовий офіцер 1-ї флотилії мінних тральщиків.
- Осінь 1933 — асистент управління з проектування та будівництва мінних тральщиків (Sperrversuchskommando)
- Осінь 1935 — комендант 1-ї ескортної флотилії.
- Осінь 1937 — референт управління з проектування та будівництва мінних тральщиків.
- Весна 1941 — начальник 2-ї флотилії R-катерів.
- Осінь 1941 — начальник 2-ї флотилії мінних тральщиків.
- Весна 1943 — командир управління з проектування та будівництва мінних тральщиків.
- Весна 1944 — командир 4-ї охоронної дивізії.
- Осінь 1944 — командир морського полку «Йон», розміщеного в Ла-Рошелі.
- З 8 травня 1945 по 1947 рік — військовополонений.
- В 1951 році поступив на службу у ВМС США.
- 20 травня 1957 — поступив на службу в бундесмаріне.

## Звання
- Кандидат в офіцери (31 березня 1924)

- Лейтенант-цур-зее (1 жовтня 1928)
- Обер-лейтенант-цур-зее (1 липня 1930)
- Капітан-лейтенант (1 квітня 1935)
- Корветтен-капітан (1 серпня 1939)
- Фрегаттен-капітан (1 квітня 1943)
- Капітан-цур-зее (1 червня 1944)

## Нагороди
- Медаль «За вислугу років у Вермахті» 4-го і 3-го класу (12 років) (2 жовтня 1936) — отримав 2 медалі одночасно.
- Пам'ятна Олімпійська медаль (20 квітня 1937)
- Залізний хрест 2-го класу (23 жовтня 1940)
- Нагрудний знак мінних тральщиків (31 травня 1941)
- Залізний хрест 1-го класу (27 жовтня 1941)
- Німецький хрест в золоті (17 травня 1943)
- Хрест Воєнних заслуг
  - 2-го класу з мечами (30 січня 1944)
  - 1-го класу з мечами (20 квітня 1945)